# Desmodium sericocarpum
Desmodium sericocarpum är en ärtväxtart som beskrevs av William Botting Hemsley. Desmodium sericocarpum ingår i släktet Desmodium och familjen ärtväxter. Inga underarter finns listade i Catalogue of Life.